# L'Âne et le Petit Chien
L'Âne et le Petit Chien est la cinquième fable du livre IV de La Fontaine situé dans le premier recueil des Fables de La Fontaine, édité pour la première fois en 1668.
Pour cette fable, La Fontaine s'inspire de celle, éponyme, d'Ésope.
Ne forçons point notre talent ;

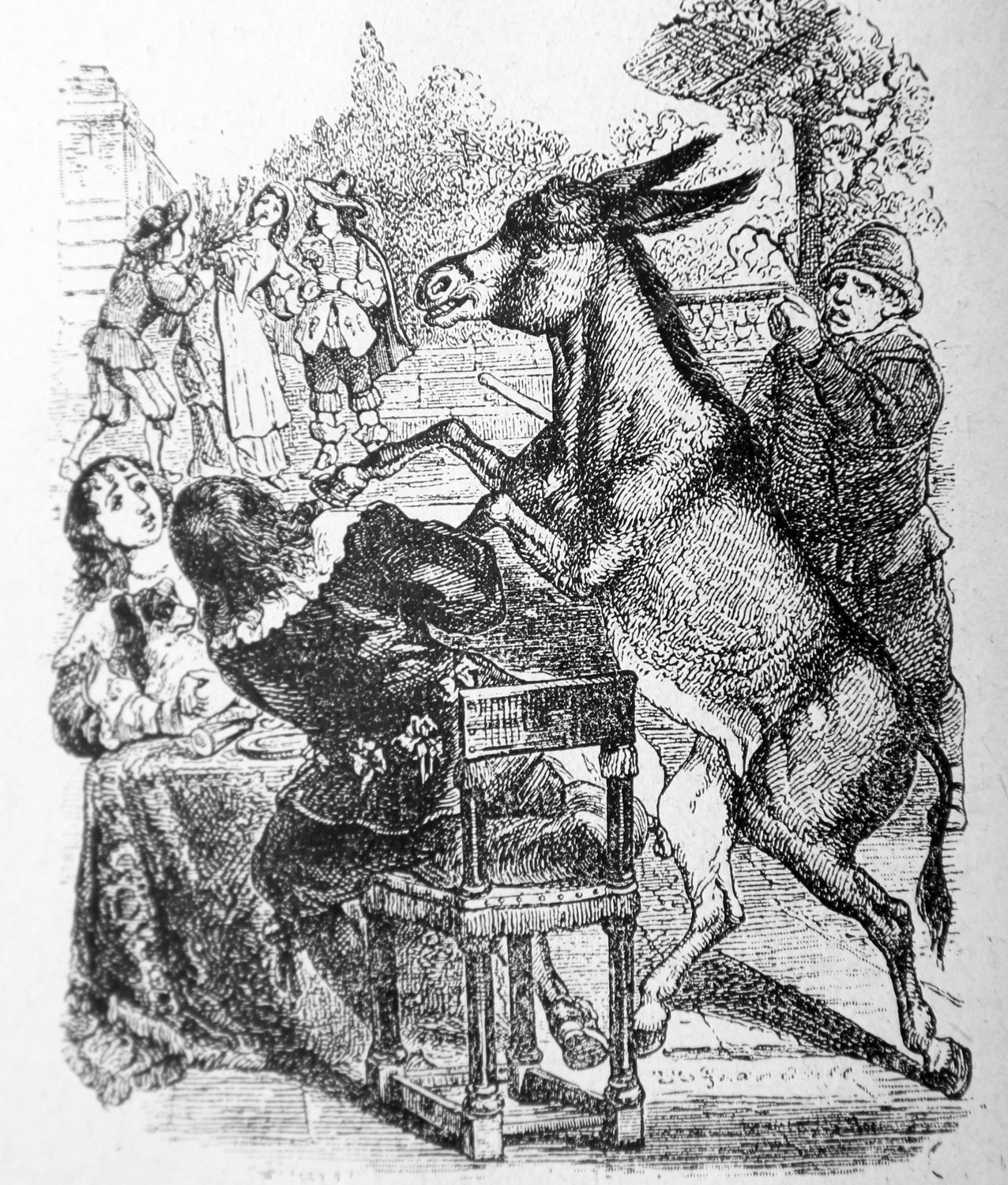
Dessin de Grandville

            Nous ne ferions rien avec grâce :

            Jamais un lourdaud, quoi qu'il fasse,

            Ne saurait passer pour galant.

Peu de gens, que le ciel chérit et gratifie,

Ont le don d'agréer infus avec la vie.

            C'est un point qu'il leur faut laisser,

Et ne pas ressembler à l'âne de la fable,

            Qui, pour se rendre plus aimable

Et plus cher à son maître, alla le caresser.

            «Comment ? disait-il en son âme,

            Ce chien, parce qu'il est mignon,

            Vivra de pair à compagnon

            Avec Monsieur, avec madame !

            Et j'aurai des coups de bâton !

            Que fait-il ? Il donne la patte ;

            Puis aussitôt il est baisé.

S'il en faut faire autant afin que l'on me flatte,

            Cela n'est pas bien malaisé."»

            Dans cette admirable pensée,

Voyant son maître en joie, il s'en vient lourdement,

            Lève une corne toute usée,

La lui porte au menton fort amoureusement,

Non sans accompagner pour plus grand ornement

De son chant gracieux cette action hardie.

« Oh! oh! quelle caresse! et quelle mélodie!

Dit le maître aussitôt. Holà, Martin bâton. »

Martin bâton accourt : l'âne change de ton.

            Ainsi finit la comédie.
— Jean de La Fontaine, Fables de La Fontaine, L'Âne et le petit Chien